# Boris Podcerob
Boris Fiodorowicz Podcerob (ros. Борис Фёдорович Подцероб, ur. 18 lipca 1910, zm. 11 lutego 1983 w Moskwie) – radziecki dyplomata i polityk.
Od 1937 pracownik Ludowego Komisariatu Spraw Zagranicznych ZSRR, 1943-1949 starszy pomocnik ludowego komisarza/ministra spraw zagranicznych ZSRR, 1949-1952 członek Kolegium Ministerstwa Spraw Zagranicznych ZSRR, 1952-1953 zastępca ministra spraw zagranicznych ZSRR, od 15 października 1952 do 14 lutego 1956 członek Centralnej Komisji Rewizyjnej KPZR. Od 1953 do stycznia 1954 kierownik Wydziału I Europejskiego MSZ ZSRR, od 19 stycznia 1954 do 24 lutego 1957 ambasador nadzwyczajny i pełnomocny ZSRR w Turcji, od lutego 1957 do czerwca 1965 sekretarz generalny MSZ ZSRR i ponownie członek Kolegium MSZ ZSRR. Od 30 czerwca 1965 do 20 września 1971 ambasador nadzwyczajny i pełnomocny ZSRR w Austrii, następnie do śmierci ambasador nadzwyczajny i pełnomocny ZSRR ds. zadań specjalnych.